# Carbonia Calcio 1985-1986
Questa voce raccoglie le informazioni riguardanti il Carbonia Calcio nelle competizioni ufficiali della stagione 1985-1986.

## Rosa
| N. |                   | Ruolo | Calciatore      |
| -- | ----------------- | ----- | --------------- |
|    | Italia (bandiera) | A     | Claudio Aloia   |
|    | Italia (bandiera) | D     | Gianluca Arru   |
|    | Italia (bandiera) | A     | Fausto Belli    |
|    | Italia (bandiera) | C     | Andrea Bellini  |
|    | Italia (bandiera) | C     | Bruno Conca     |
|    | Italia (bandiera) | C     | Giancarlo Fiori |
|    | Italia (bandiera) | A     | Adriano Gessa   |
|    | Italia (bandiera) | D     | Eligio Ibba     |
|    | Italia (bandiera) | A     | Giovanni Leone  |

| N. |                   | Ruolo | Calciatore                |
| -- | ----------------- | ----- | ------------------------- |
|    | Italia (bandiera) | D     | Giorgio Melis             |
|    | Italia (bandiera) | D     | Fulvio Mezzena            |
|    | Italia (bandiera) | D     | Giuseppe Mura             |
|    | Italia (bandiera) | C     | Domenico Ogno             |
|    | Italia (bandiera) | D     | Francesco Antonio Picconi |
|    | Italia (bandiera) | C     | Giuseppe Porceddu         |
|    | Italia (bandiera) | P     | Marco Sapochetti          |
|    | Italia (bandiera) | C     | Roberto Serra             |
|    | Italia (bandiera) | D     | Fabio Todde               |